# 네피도 국제공항
네피도 국제공항(버마어: နေပြည်တော် အပြည်ပြည်ဆိုင်ရာ လေဆိပ်)은 미얀마 네피도에 위치한 공항으로 네피도 도심에서 약 16km 떨어진 곳에 있다.

## 운항 노선
| 항공사       | 목적지             |
| ------------ | ------------------ |
| KBZ 항공     | 양곤               |
| 방콕 항공    | 방콕(수완나품)     |
| 중국동방항공 | 베이징(수도), 쿤밍 |
| 둥하이 항공  | 선전               |
| 미얀마 항공  | 만달레이, 양곤     |
| 칭다오 항공  | 난닝, 시안         |